# Dietrich Willikens

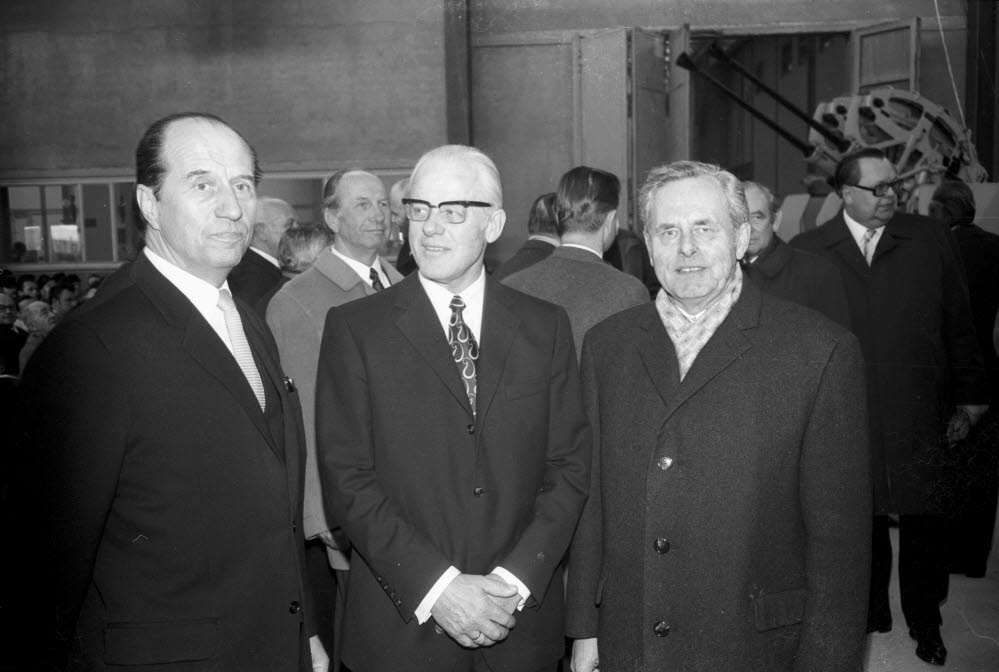
Dietrich Willikens (links) bei der Verabschiedung von Karl Heinz Kurzak, März 1973

Dietrich Willikens (* 10. September 1915 in Braunschweig; † 2004) war ein deutscher Offizier der Wehrmacht und zuletzt Generalleutnant der Bundeswehr.

## Leben
Dietrich Willikens diente seit 1935 als Berufssoldat und Offizier in der Wehrmacht, u. a. als Kommandeur der Panzerjäger-Abteilung 19 der 19. Panzer-Division. Am 15. April 1945 erhielt er das Deutsche Kreuz in Gold als Major der I. Abteilung im Panzer-Regiment 27 der 19. Panzer-Division.
Nach Kriegsdienst und Gefangenschaft arbeitete er als Landwirtschaftsgehilfe. Von 1949 bis 1954 absolvierte Willikens ein Maschinenbaustudium. Nach zweijähriger Tätigkeit als Dipl.-Ing. bei VW trat er 1956 in die Bundeswehr ein. Dort wirkte er u. a. als Ausbilder an der Panzertruppenschule Munster und wechselte 1959 in das Bundesministerium für Verteidigung in die Abteilung Wehrtechnik. Anschließend war er dort von 1960 für zwei Jahre Leiter des Referats 1 (Planung und Bewertung der Waffensysteme Land) und dann bis 1966 Leiter der Unterabteilung T III (Wehrtechnik Land). Im September 1963 war er zum Brigadegeneral befördert worden. Er wurde ab 1967 Stellvertreter des Leiters der Abteilung Wehrtechnik. Ab 1971 amtierte er als Vizepräsident und ab 1972 bis 1975 als Präsident des Bundesamtes für Wehrtechnik und Beschaffung (BWB) in Koblenz. Im Bundesamt war er maßgeblich an der Entwicklung des deutschen Kampfpanzers Leopard 1, dem ersten deutschen Panzer nach dem Zweiten Weltkrieg, beteiligt. Ende September 1975 wurde er noch zum Generalleutnant befördert und anschließend in den Ruhestand versetzt.
Willikens wurde am 12. Mai 1970 mit dem Bundesverdienstkreuz geehrt und erhielt am 10. März 1975 das Große Verdienstkreuz des Bundesverdienstkreuzes.
Willikens leitete zudem bis Oktober 1980 als Bundesgeschäftsführer die Johanniter-Unfall-Hilfe.
Er war ab Ende 1954 mit Gisela von Eicke verheiratet.

## Schriften (Auswahl)
- Gedanken zur Panzerentwicklung. In: Kampftruppe, 3, 1967, S. 105–108.
- Das BWB im Rüstungsbereich. In: Wehrtechnik, 1, 1972, S. 5–10.
- Wehrtechnik Land. In: Wehrtechnik für die Verteidigung, Bernard & Graefe, Koblenz, 1984, S. 132–134.[11]